# Célestin Wattelle
Célestin Wattelle, né le 23 mai 1995 à Frouzins (Haute-Garonne), est un coureur cycliste français. Il est membre de l'équipe Novo Nordisk.

## Biographie
Célestin Wattelle commence le cyclisme à l'âge de sept ans. Sa première licence est prise dans un club implanté à Villeneuve-Tolosane. À ses douze ans, on lui diagnostique un diabète de type 1. Il poursuit malgré tout la compétition, en bénéficiant d'un suivi adapté à sa maladie. Sur piste, il se révèle lors de la saison 2019 en devenant champion de France de la course à l'élimination chez les cadets. 
En 2021, il se classe deuxième d'une épreuve fédérale et huitième du championnat d'Occitanie juniors. La même année, il prend la quinzième place de La Bernaudeau Junior, une épreuve d'envergure internationale. Il intègre ensuite la réserve de la formation Novo Nordisk en 2022, après avoir été repéré durant  un camp de détection à Caen. Cette structure a la particularité de n'accueillir que des cyclistes atteints d'un diabète de type 1. Décrit comme un « puncheur-sprinteur », il termine notamment huitième du Tour de Somerville en 2024. Il obtient par ailleurs de bons résultats dans des épreuves bulgares inscrites au calendrier de l'UCI. 
Grâce à ses performances, il est officiellement promu dans l'équipe première de Novo Nordisk en 2025. Il effectue sa reprise au mois d'avril à l'occasion de Paris-Camembert. Deux jours plus tard, il est aligné sur la Route Adélie de Vitré, où il participe à une échappée.

## Palmarès et résultats

### Par année
- 2017
  -  Champion de France de l'élimination cadets
- 2021
  - 2e de la Marmande Val de Garonne Classic

### Classements mondiaux
| Année                                 | 2024  |
| ------------------------------------- | ----- |
| Classement mondial                    | 1706e |
| UCI Europe Tour                       | 1069e |
|                                       |       |
| Légende : nc = non classéSource : UCI |       |